# Le Roi Candaule montrant sa femme à Gygès
Le Roi Candaule montrant sa femme à Gygès est un tableau réalisé vers 1646 par le peintre flamand Jacob Jordaens, conservé au Musée national de Stockholm.

## Histoire
On sait très peu de choses sur la peinture. Les seules données connues sont que le tableau a été acheté à Anvers en 1646 par un certain Martinus van Langenhoven, un collectionneur ayant acheté d'autres œuvres de Jordaens, et qu'en 1872 il a été offert au musée national de Stockholm par le comte Axel Bielke.

## Description et style
L'épisode représenté dans le tableau est tiré des Histoires d'Hérodote. Candaule, roi de Lydie, avait une belle épouse, ce dont il était très fier. Un jour, il voulut montrer sa nudité à son fidèle Gygès, l'un de ses meilleurs soldats, et s'assura donc qu'il puisse l'espionner la nuit. La reine s'en aperçut et proposa le lendemain à Gygès de tuer Candaule, de la prendre pour épouse et de devenir ainsi le nouveau roi de Lydie, ce qui arriva, toujours selon le récit d'Hérodote.
Dans une pièce sombre au mobilier raffiné, où toute la lumière est concentrée sur la reine qui se déshabille, Gygès, à droite, passe sa tête à travers un rideau pour l'espionner et, derrière lui, se trouve Candaule, reconnaissable à la couronne sur sa tête.
La morale que l'on peut tirer de l'histoire - c'est-à-dire l'avertissement au mari de préserver l'intimité et le caractère sacré du lit nuptial - est clairement un prétexte pour donner vie à une composition picturale à haute tension érotique.
Et en effet, le nu exubérant de la reine, aux formes opulentes si typiques de Jordaens, est exposé non pas tant pour Gygès et le roi, plutôt en retrait, que pour l'observateur du tableau, que la femme nue regarde avec malice, pleinement consciente et heureuse d'être observée,.
La femme pose son pied gauche sur un tabouret tout en enlevant sa chemise de nuit, pose qui met en valeur ses fesses très visibles. Une note triviale pourrait être le pot de chambre aux pieds de la reine Lydia : vient-elle de l'utiliser ? Va t-elle l'utiliser ? Autre élément qui chatouille le voyeurisme du spectateur, qui est l'effet effectivement recherché par le peintre.
Un petit chien, accroupi sur le même tabouret sur lequel s'appuie la reine insolente, observe ce qui se passe : sa présence introduit peut-être un moment humoristique dans la composition. Iconographiquement en effet, le petit chien exprime généralement la notion de fidélité conjugale, notion qui est ici clairement paradoxale.

## Influences
Le tableau a influencé l'œuvre Le Coucher à l'italienne de l'artiste néerlandais Jacob van Loo, actuellement conservée au musée des Beaux-Arts de Lyon.